# Unciaal 080
Unciaal 080 (Gregory-Aland), ε 20 (von Soden), is een van de Bijbelse handschriften in de Griekse taal. Het dateert uit de 6e eeuw en is geschreven met uncialen op perkament.

## Beschrijving
Het bevat de tekst van Marcus 9,14-18.20-22; 10,23-24.29. De gehele codex bestaat uit 2 bladen en werd geschreven in twee kolommen per pagina, 18 regels per pagina. De grootte van de bladeren is onbekend (weliswaar in fragmentarische toestand).
Kurt Aland de Griekse tekst van de codex niet plaats hem in een categorie.

## Geschiedenis
Het handschrift werd verzameld door Porphiry Uspenski, Oscar von Gebhardt, en Kurt Treu.
Het handschrift bevindt zich in de Russische Nationale Bibliotheek (Gr. 275, 3), in Sint-Petersburg en Patriarchaat van Alexandrië (496).